# Гамбургское приветствие

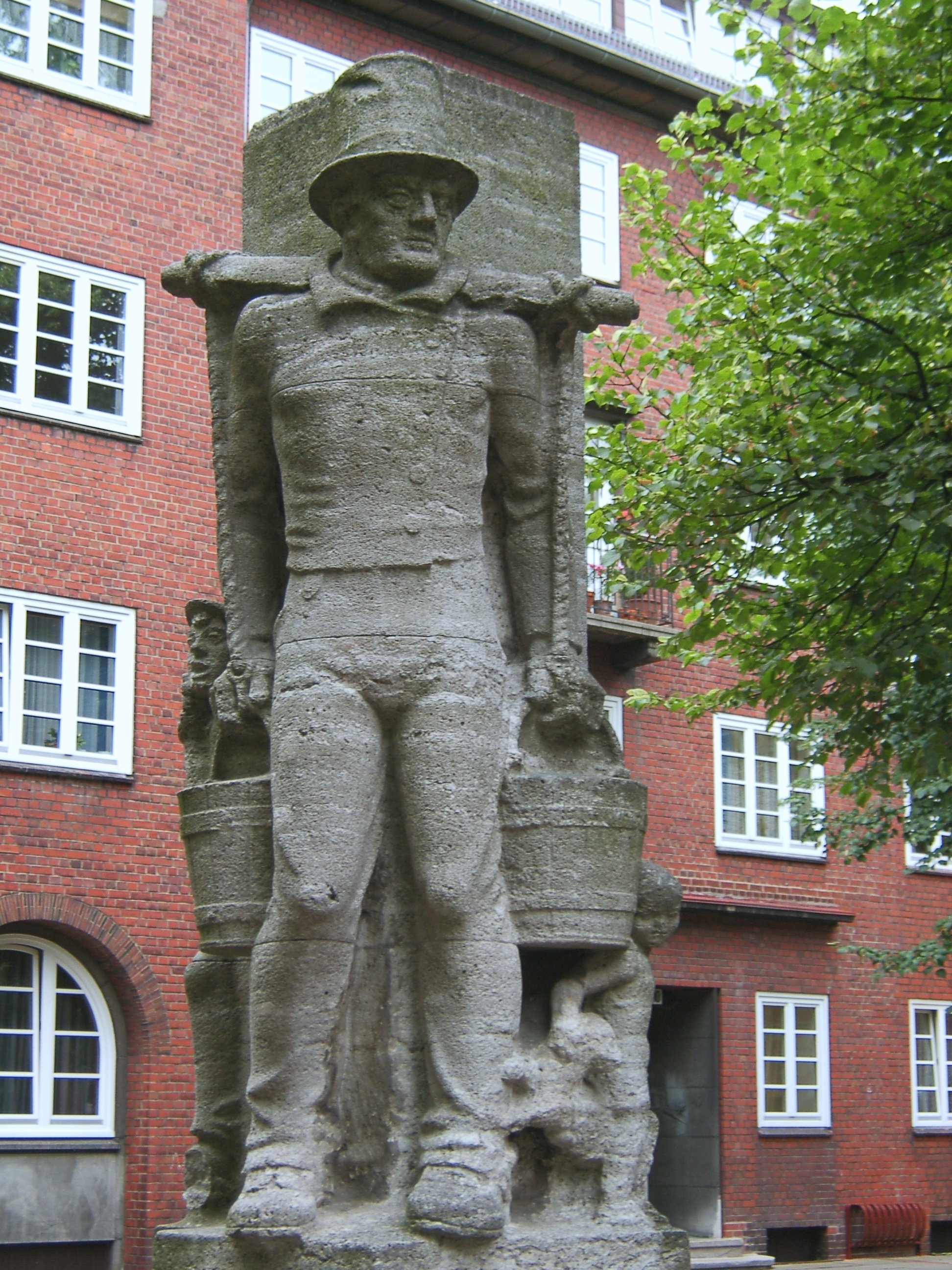
Фонтан Хуммеля на улице Радемахерганг в Гамбурге

Гамбургское приветствие (нем. Hamburger Gruß) — традиционный в Гамбурге обмен репликами нем. Hummel, Hummel — Mors, Mors («хуммель, хуммель — морс, морс»), который выражает не только приветствие, но и выступает своего рода опознавательным маркером «свой-чужой» и даже боевым кличем.
Традиция возникла в XIX веке и связана с местным городским чудаком, угрюмым водоносом Иоганном Вильгельмом Бенцем, известным под прозвищем «Хуммель». В отношении происхождения прозвища Бенца имеется две версии. Согласно первой версии, Бенц въехал в квартиру некоего Даниэля Кристиана Хуммеля, солдата эпохи наполеоновских войн, который развлекал городскую детвору своими солдатскими историями. По другой версии, «хуммелями» в Гамбурге презрительно называли судебных приставов, гонявших попрошаек. Дети преследовали на улице тяжело груженного Бенца и дразнили его «Хуммель, Хуммель», а тот, не имея физической возможности отогнать их, лишь ругался на них «морс, морс», что является сокращённой формой от нем. Klei mi an’n Mors — нижненемецким вариантом нецензурного швабского приветствия.
В Первую мировую войну гамбургское приветствие служило паролем и отзывом среди солдат-гамбуржцев для опознавания земляков. В настоящее время гамбургское приветствие используется в узком смысле не в качестве приветствия, а как боевой клич или кричалка, например, болельщиками футбольного клуба «Гамбург», гандбольного клуба «Гамбург» и хоккейного клуба «Гамбург Фризерс», а также как возглас при встрече гамбуржцев за пределами Гамбурга. Гамбургское приветствие, использованное в городе в повседневной жизни, вызывает у гамбуржцев скорее раздражение, поскольку его используют в основном приезжие, именуемые на местном жаргоне «квиддье», которые пытаются показать себя знатоками гамбургской культуры.